# Cintha Boersma
Cintha Boersma, a właściwie Jacintha Hedwig Jeanne Boersma (ur. 1 maja 1969 w Amsterdamie) – holenderska siatkarka, siatkarka grająca na pozycji przyjmującej. Mistrzyni Europy 1995. Wicemistrzyni Europy 1991. Uczestniczka Igrzysk Olimpijskich 1992 w Barcelonie oraz 1996 w Atlancie. Po zakończeniu kariery na hali, w latach 2007–2008 zaczęła uprawiać siatkówkę plażową.